# Curling-Pazifik-Asienmeisterschaft 2021
Die Curling-Pazifik-Asienmeisterschaften 2021 fanden vom 7. bis 13. November in der  Almaty Arena in Almaty, Kasachstan, statt.
Bei den Männern gewann Südkorea und bei den Frauen die Japan. Sie qualifizierten sich ebenso wie die Zweitplatzierten der Frauen (Südkorea) für die Weltmeisterschaft 2022 der Herren bzw. Damen.

## Männer

### Teams
An der Meisterschaft der Männer nahmen sieben Mannschaften teil.
| Chinesisch Taipeh                                                                                   | Hongkong                                                                                 | Japan                                                                                  | Kasachstan |
| --------------------------------------------------------------------------------------------------- | ---------------------------------------------------------------------------------------- | -------------------------------------------------------------------------------------- | --- |
| Skip: Lin Ting-li Third: Nelson Wang Second: Yin Liu Luis Lead: Cheng Kai-wen Alternate: Victor Lee | Skip: Jason Chang Third: Justin Chen Second: Woody Cheng Lead: Harry Yew                 | Skip: Yūsuke Morozumi Third: Masaki Iwai Second: Ryotaro Shukuya Lead: Kōsuke Morozumi | Skip: Viktor Kim Third: Adil Zhumagozha Second: Aidos Alliyar Lead: Azizbek Nadirbayev Alternate: Dmitriy Garagul |
| Katar                                                                                               | Saudi-Arabien                                                                            | Südkorea                                                                               | |
| Skip: Nasser Alyafei Third: Abdulrahman Mohsen Second: Mouaaz Mlis Lead: Mohammed Al-Keldi          | Skip: Alastair Fyfe Third: Munir Albeelbisi Second: Hussain Hagawi Lead: Suleiman Alaqel | Skip: Kim Chang-min Third: Kim Soo-hyuk Second: Jeon Jae-ik Lead: Kim Hak-kyun         | |

### Round Robin

#### Ergebnisse
| Datum | Zeit  | Begegnung                         | Resultat |
| ----- | ----- | --------------------------------- | -------- |
| 7.11. | 9:00  | Japan – Hongkong                  | 12:6     |
| 7.11. | 14:00 | Südkorea – Saudi-Arabien          | 9:3      |
| 7.11. | 19:00 | Chinesisch Taipeh – Kasachstan    | 6:8      |
| 8.11. | 9:00  | Japan – Südkorea                  | 8:2      |
| 8.11. | 19:00 | Hongkong – Saudi-Arabien          | 8:3      |
| 8.11. |       | Katar – Kasachstan                | 7:8      |
| 8.11. |       | Chinesisch Taipeh – Japan         | 4:11     |
| 9.11. | 14:00 | Südkorea – Katar                  | 14:1     |
| 9.11. |       | Saudi-Arabien – Chinesisch Taipeh | 5:13     |
| 9.11. |       | Japan – Kasachstan                | 12:0     |

| Datum  | Zeit  | Begegnung                    | Resultat |
| ------ | ----- | ---------------------------- | -------- |
| 10.11. | 9:00  | Kasachstan – Saudi-Arabien   | 12:6     |
| 10.11. |       | Chinesisch Taipeh – Katar    | 11:4     |
| 10.11. |       | Hongkong – Südkorea          | 5:11     |
| 10.11. | 19:00 | Saudi-Arabien – Japan        | 12:0     |
| 10.11. |       | Kasachstan – Südkorea        | 1:9      |
| 10.11. |       | Hongkong – Katar             | 8:5      |
| 11.11. | 14:00 | Japan – Katar                | 15:1     |
| 11.11. |       | Südkorea – Chinesisch Taipeh | 9:8      |
| 11.11. |       | Kasachstan – Hongkong        | 1:9      |

#### Endstand Round Robin
| Schlüssel | Schlüssel     |
| --------- | ------------- |
|           | Playoff-Platz |

| Land              | Skip            | Siege | Niederl. |
| ----------------- | --------------- | ----- | -------- |
| Japan             | Yūsuke Morozumi | 6     | 0        |
| Südkorea          | Kim Chang-min   | 5     | 1        |
| Kasachstan        | Victor Kim      | 3     | 3        |
| Chinesisch Taipeh | Lin Ting-li     | 3     | 3        |
| Hongkong          | Jason Chang     | 3     | 3        |
| Katar             | Nassar Alyafei  | 1     | 5        |
| Saudi-Arabien     | Alastair Fyfe   | 0     | 6        |

### Playoffs
|  | Halbfinale | Halbfinale        | Halbfinale |   |       | Finale           | Finale            | Finale           |
|  |            |                   |            |   |       |                  |                   |                  |
|  |            |                   |            |   |       |                  |                   |                  |
|  | 1          | Japan             | 8          |   |       |                  |                   |                  |
|  | 4          | Chinesisch Taipeh | 3          |   |       |                  |                   |                  |
|  |            |                   |            | 1 | Japan | 5                |                   |                  |
|  |            |                   |            |   | 2     | Südkorea         | 9                 |                  |
|  | 2          | Südkorea          | 7          |   |       |                  |                   |                  |
|  | 3          | Kasachstan        | 4          |   |       | Spiel um Platz 3 | Spiel um Platz 3  | Spiel um Platz 3 |
|  |            |                   |            |   |       | 4                | Chinesisch Taipeh | 9                |
|  | 3          | Kasachstan        | 8          |   |       |                  |                   |                  |
|  |            |                   |            |   |       |                  |                   |                  |

#### Halbfinale
12. November 9:00 Uhr
| Team       |    | 1 | 2 | 3 | 4 | 5 | 6 | 7 | 8 | 9 | 10 | Gesamt |
| ---------- | -- | - | - | - | - | - | - | - | - | - | -- | ------ |
| Südkorea   | 🔨 | 0 | 2 | 0 | 0 | 3 | 0 | 0 | 2 | 0 | X  | 7      |
| Kasachstan |    | 0 | 0 | 1 | 1 | 0 | 1 | 0 | 0 | 1 | X  | 4      |

12. November 14:00 Uhr
| Team              |    | 1 | 2 | 3 | 4 | 5 | 6 | 7 | 8 | 9 | 10 | Gesamt |
| ----------------- | -- | - | - | - | - | - | - | - | - | - | -- | ------ |
| Japan             | 🔨 | 1 | 0 | 3 | 0 | 2 | 0 | 2 | 0 | X | X  | 8      |
| Chinesisch Taipeh |    | 0 | 0 | 0 | 1 | 0 | 1 | 0 | 1 | X | X  | 3      |

#### Spiel um Platz 3
13. November 9:00 Uhr
| Team              |    | 1 | 2 | 3 | 4 | 5 | 6 | 7 | 8 | 9 | 10 | 11 | Gesamt |
| ----------------- | -- | - | - | - | - | - | - | - | - | - | -- | -- | ------ |
| Chinesisch Taipeh | 🔨 | 0 | 1 | 0 | 3 | 0 | 1 | 0 | 2 | 0 | 1  | 1  | 9      |
| Kasachstan        |    | 1 | 0 | 1 | 0 | 2 | 0 | 2 | 0 | 2 | 0  | 0  | 8      |

#### Finale
13. November 14:00 Uhr
| Team     |    | 1 | 2 | 3 | 4 | 5 | 6 | 7 | 8 | 9 | 10 | Gesamt |
| -------- | -- | - | - | - | - | - | - | - | - | - | -- | ------ |
| Japan    | 🔨 | 2 | 0 | 0 | 0 | 0 | 1 | 0 | 2 | 0 | X  | 5      |
| Südkorea |    | 0 | 1 | 1 | 3 | 1 | 0 | 3 | 0 | 0 | X  | 9      |

### Endstand
| Platz | Land              |
| ----- | ----------------- |
| 1     | Südkorea          |
| 2     | Japan             |
| 3     | Chinesisch Taipeh |
| 4     | Kasachstan        |
| 5     | Hongkong          |
| 6     | Katar             |
| 7     | Saudi-Arabien     |

Südkorea ist für die Weltmeisterschaft 2022 in Las Vegas, USA, qualifiziert. Japan und Chinesisch Taipeh sind für das Qualifikationsturnier zur Weltmeisterschaft (World Qualification Event) 2022 in Lohja, Finnland qualifiziert und haben damit die Möglichkeit, sich doch noch einen Startplatz für die Weltmeisterschaft zu sichern.

## Frauen

### Teams
An der Meisterschaft der Frauen nahmen vier Mannschaften teil.
| Hongkong                                                                   | Japan                                                                              | Kasachstan | Südkorea                                                                                                |
| -------------------------------------------------------------------------- | ---------------------------------------------------------------------------------- | --- | --- |
| Skip: Ling-Yue Hung Third: Ada Shang Second: Ashura Wong Lead: Pianpian Hu | Skip: Sayaka Yoshimura Third: Kaho Onodera Second: Anna Ōmiya Lead: Yumie Funayama | Skip: Angelina Ebauyer Third: Sitora Alliyarova Second: Tilsimay Alliyarova Lead: Regina Ebauyer Alternate: Ayazhan Zhumabek | Skip: Kim Eun-jung Third: Kim Kyeong-ae Second: Kim Cho-hi Lead: Kim Seon-yeong Alternate: Kim Yeong-mi |

### Round Robin
| Datum | Zeit  | Begegnung             | Resultat |
| ----- | ----- | --------------------- | -------- |
| 7.11. | 9:00  | Japan – Hongkong      | 10:7     |
|       | 14:00 | Kasachstan – Südkorea | 2:12     |
|       | 19:00 | Japan – Kasachstan    | 11:3     |
| 8.11. | 9:00  | Japan – Südkorea      | 9:5      |
|       | 14:00 | Hongkong – Kasachstan | 6:11     |
| 9.11. | 9:00  | Südkorea – Hongkong   | 10:2     |

| Datum  | Zeit  | Begegnung             | Resultat |
| ------ | ----- | --------------------- | -------- |
|        | 19:00 | Südkorea – Japan      | 8:6      |
| 10.11. | 14:00 | Hongkong – Japan      | 5:11     |
|        |       | Südkorea – Kasachstan | 9:4      |
|        | 19:00 | Kasachstan – Japan    | 2:7      |
| 11.11. | 9:00  | Kasachstan – Hongkong | 9:6      |
|        | 19:00 | Hongkong – Südkorea   | 1:9      |

| Schlüssel | Schlüssel     |
| --------- | ------------- |
|           | Playoff Platz |

| Land       | Skip             | Siege | Niederl. |
| ---------- | ---------------- | ----- | -------- |
| Japan      | Sayaka Yoshimura | 5     | 1        |
| Südkorea   | Kim Eun-jung     | 5     | 1        |
| Kasachstan | Angelina Ebauyer | 2     | 4        |
| Hongkong   | Ling-Yue Hung    | 0     | 6        |

### Playoffs
|  | Halbfinale | Halbfinale | Halbfinale |  |  | Finale | Finale   | Finale |
|  |            |            |            |  |  |        |          |        |
|  | 2          | Südkorea   | 10         |  |  |        |          |        |
|  | 3          | Kasachstan | 2          |  |  | 1      | Japan    | 6      |
|  |            |            |            |  |  | 2      | Südkorea | 5      |

#### Halbfinale
13. November 9:00 Uhr
| Team       |    | 1 | 2 | 3 | 4 | 5 | 6 | 7 | 8 | 9 | 10 | Gesamt |
| ---------- | -- | - | - | - | - | - | - | - | - | - | -- | ------ |
| Südkorea   | 🔨 | 1 | 1 | 1 | 2 | 0 | 3 | 0 | 2 | X | X  | 10     |
| Kasachstan |    | 0 | 0 | 0 | 0 | 1 | 0 | 1 | 0 | X | X  | 2      |

#### Finale
13. November 14:00 Uhr
| Team     |    | 1 | 2 | 3 | 4 | 5 | 6 | 7 | 8 | 9 | 10 | Gesamt |
| -------- | -- | - | - | - | - | - | - | - | - | - | -- | ------ |
| Japan    | 🔨 | 0 | 0 | 1 | 1 | 0 | 1 | 0 | 1 | 0 | 2  | 6      |
| Südkorea |    | 1 | 0 | 0 | 0 | 3 | 0 | 0 | 0 | 1 | 0  | 5      |

### Endstand
| Platz | Land       |
| ----- | ---------- |
| 1     | Japan      |
| 2     | Südkorea   |
| 3     | Kasachstan |
| 4     | Hongkong   |

Japan und Südkorea sind für die Weltmeisterschaft 2022 in Las Vegas, USA, qualifiziert. Kasachstan und Hongkong sind für das Qualifikationsturnier zur Weltmeisterschaft (World Qualification Event) 2022 in Lohja, Finnland qualifiziert und haben damit die Möglichkeit, sich doch noch einen Startplatz für die Weltmeisterschaft zu sichern.